# Хіліана
Хіліана (груз. ხილიანა) — село в Грузії.
За даними перепису населення 2014 року в селі проживає 22 особи.